# Geistern

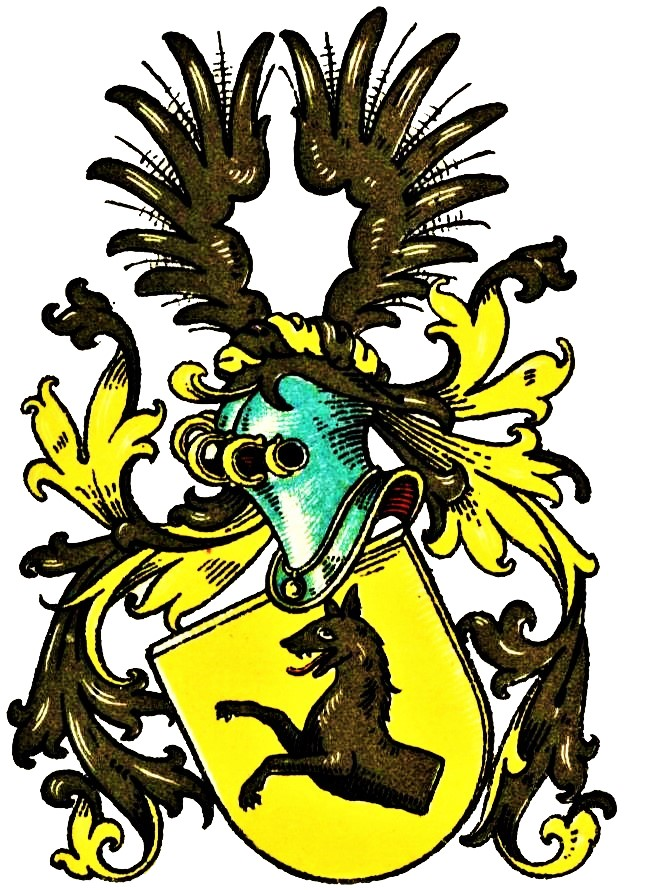
Wappen derer von Geistern im Wappenbuch des Westfälischen Adels

Geistern ist der Name eines erloschenen westfälischen Adelsgeschlechts.   

## Geschichte
Das Geschlecht stellte Burgmänner zu Burg Nienborg, u. a. Lubbert von Geistern (urkundl. 1571–1586). 1501 bewirkte Simon von Geistern, dass der Münsteraner Bischof Konrad von Rietberg († 1508) den Zehnten zu Vasthove im Kirchspiel Asbeck von der Lehnbarkeit befreite. Im Gegenzug vertauschte Simon von Geistern einen Zehnt aus Herschen Haust zu Losser als Lehen. Wohl derselbe Simon von Geistern erscheint 1512 als Bürge und als Empfänger von Pfandgütern in der Grafschaft Bentheim. Hieronymus von Geistern war im 16. Jahrhundert Bürgermeister zu Nienborg. Der oben genannte Lubbert von Geistern verkaufte 1571 dem Hermann von Schlever den Kamp (Wenninghost genannt) zu Well, 1577 dem Heinrich Schulte Ramesberg ein Kämpchen bei der stegge vor dem Hof Ramesberg im Kirchspiel Schöppingen, 1578, 1579, 1581 und 1584 dem Hermann von Schelver jeweils einen seiner eigenhörigen Knechte oder eine seiner eigenhörigen Mägde, ferner 1594 ein Erbe Ramesberg im Kirchspiel Schöppingen an Dietrich von Schelver. Ein früherer Lubbert von Geistern tritt urkundlich schon 1556 auf.
Die Familie blühte noch 1631.

## Wappen
Blasonierung: In Gold die obere Hälfte eines schwarzen Hundes oder Wolfes. Auf dem schwarz-golden bewulsteten Helm ein offener schwarzer Flug. Die Helmdecken sind schwarz-golden.